# Enterprise (Star Trek)
 Denne artikel er om rumskibene med navnet Enterprise i Star Trek franchiset, for serien med samme navn se Star Trek: Enterprise
 For alternative betydninger, se Enterprise. (Se også artikler, som begynder med Enterprise)
Enterprise eller USS Enterprise (ofte nævnt som "stjerneskibet Enterprise") er navnet på flere fiktive rumskibe i Star Trek franchiset:
- Enterprise NX-01
- USS Enterprise NCC-1701
- USS Enterprise NCC-1701-A
- USS Enterprise NCC-1701-B
- USS Enterprise NCC-1701-C
- USS Enterprise NCC-1701-D
- USS Enterprise NCC-1701-E